# Allen Lanier
Allen Lanier (Long Island, 25 giugno 1946 – 14 agosto 2013) è stato un chitarrista, cantante, polistrumentista compositore statunitense, conosciuto per essere stato membro dei Blue Öyster Cult dal 1970 al 2006.

## Biografia
Insieme a Buck Dharma ed Eric Bloom, è stato, fino alla sua morte, uno dei componenti originali ancora presenti nel gruppo, del quale fu fondatore nel 1970. Diversamente dagli altri, però, lasciò la band nel 1985 per tornarvi nel 1987.
Il 14 agosto 2013 i Blue Öyster Cult, attraverso il profilo Facebook ufficiale, ne annunciano la morte all'età di 67 anni a causa di una broncopneumopatia cronica ostruttiva.

## Discografia

### Con i Blue Öyster Cult

#### Album in studio
- 1972 - Blue Öyster Cult
- 1973 - Tyranny and Mutation
- 1974 - Secret Treaties
- 1976 - Agents of Fortune
- 1977 - Spectres
- 1979 - Mirrors
- 1980 - Cultösaurus Erectus
- 1981 - Fire of Unknown Origin
- 1983 - The Revölution by Night
- 1985 - Club Ninja
- 1988 - Imaginos
- 1992 - Bad Channels
- 1998 - Heaven Forbid
- 2001 - Curse of the Hidden Mirror

#### Album dal vivo
- 1975 - On Your Feet or on Your Knees
- 1978 - Some Enchanted Evening
- 1982 - Extraterrestrial Live
- 2002 - A Long Day's Night